# Amadou Seydou Traoré
Pour les articles homonymes, voir Seydou Traoré.
Amadou Seydou Traoré, dit Amadou Djicoroni, né en 1929 à Niafunké et mort le 4 septembre 2016 à Bamako, est un homme politique malien.

## Biographie
Il naît au Soudan français, colonie française, en 1929 et est le fils de Seydou Traoré, cofondateur du Bloc démocratique soudanais puis de l'Union soudanaise – Rassemblement démocratique africain (US-RDA). Ecolier à Bamako, Amadou Seydou Traoré est surnommé Djicoroni par son instituteur à partir de son quartier de résidence, Djicoroni. Traoré devient enseignant après la mort de son père. Il est radié après sa prise de position en faveur du « Non » lors du référendum de 1958 sur la Communauté française et peu après fonde avec des camarades une section soudanaise du Parti africain de l'indépendance (PAI), parti fondé au Sénégal. En mars 1959, les Soudanais rallient l'US-RDA, à l'invitation du président de cette dernière, Modibo Keïta, et au grand dam de leurs camarades sénégalais. Fidèle au président Keïta, Amadou Seydou Traoré est arrêté après le coup d'État de 1968 au Mali mené par le lieutenant Moussa Traoré. Déporté à Kidal, il subit des mauvais traitements jusqu'à sa libération en 1978.
À l'approche de sa mort, il refuse toute décoration posthume.